# MC Hammer/Diskografie
Diese Diskografie ist eine Übersicht über die musikalischen Werke des amerikanischen Rappers MC Hammer. Den Quellenangaben und Schallplattenauszeichnungen zufolge hat er bisher mehr als 27,8 Millionen Tonträger verkauft, davon alleine in seiner Heimat über 23,5 Millionen. Seine erfolgreichste Veröffentlichung ist das Album Please Hammer, Don’t Hurt ’Em mit über 18 Millionen verkauften Einheiten.

## Alben

### Studioalben
| Jahr | Titel                         | Höchstplatzierung, Gesamtwochen, AuszeichnungChartplatzierungen (Jahr, Titel, Platzierungen, Wochen, Auszeichnungen, Anmerkungen) | Höchstplatzierung, Gesamtwochen, AuszeichnungChartplatzierungen (Jahr, Titel, Platzierungen, Wochen, Auszeichnungen, Anmerkungen) | Höchstplatzierung, Gesamtwochen, AuszeichnungChartplatzierungen (Jahr, Titel, Platzierungen, Wochen, Auszeichnungen, Anmerkungen) | Höchstplatzierung, Gesamtwochen, AuszeichnungChartplatzierungen (Jahr, Titel, Platzierungen, Wochen, Auszeichnungen, Anmerkungen) | Höchstplatzierung, Gesamtwochen, AuszeichnungChartplatzierungen (Jahr, Titel, Platzierungen, Wochen, Auszeichnungen, Anmerkungen) | Anmerkungen                                                    |
| Jahr | Titel                         | DE | AT | CH | UK | US | Anmerkungen                                                    |
| ---- | ----------------------------- | --- | --- | --- | --- | --- | -------------------------------------------------------------- |
| 1988 | Let’s Get It Started          | DE42 (11 Wo.)DE | AT25 (2 Wo.)AT | CH19 (6 Wo.)CH | UK46 (2 Wo.)UK | US30 ×2Doppelplatin · (80 Wo.)US                                                                                                  | Erstveröffentlichung: 28. September 1988 Verkäufe: + 2.100.000 |
| 1990 | Please Hammer, Don’t Hurt ’Em | DE14 Gold · (52 Wo.)DE | AT15 Gold · (11 Wo.)AT | CH11 Gold · (21 Wo.)CH | UK8 ×2Doppelplatin · (59 Wo.)UK                                                                                                   | US1 Diamant · (108 Wo.)US | Erstveröffentlichung: 30. Januar 1990 Verkäufe: + 18.000.000   |
| 1991 | Too Legit to Quit             | DE49 (15 Wo.)DE | — | — | UK41 Silber · (6 Wo.)UK | US2 ×3Dreifachplatin · (54 Wo.)US                                                                                                 | Erstveröffentlichung: 21. Oktober 1991 Verkäufe: + 3.060.000   |
| 1994 | The Funky Headhunter          | — | — | — | — | US12 Platin · (25 Wo.)US | Erstveröffentlichung: 1. März 1994 Verkäufe: + 1.000.000       |
| 1995 | Inside Out                    | — | — | — | — | US119 (3 Wo.)US | Erstveröffentlichung: 12. September 1995                       |

Weitere Studioalben
- 1987: Feel My Power
- 1998: Family Affair
- 2001: Active Duty
- 2004: Full Blast
- 2006: Look Look Look

### Remixalben
- 1991: Super Dance Remix (nur in Japan veröffentlicht)

### Kompilationen
- 1996: Greatest Hits
- 1998: Back 2 Back Hits
- 2000: The Hits
- 2007: Platinum

## Singles

### Als Leadmusiker
| Jahr | Titel Album                                         | Höchstplatzierung, Gesamtwochen, AuszeichnungChartplatzierungen (Jahr, Titel, Album, Platzierungen, Wochen, Auszeichnungen, Anmerkungen) | Höchstplatzierung, Gesamtwochen, AuszeichnungChartplatzierungen (Jahr, Titel, Album, Platzierungen, Wochen, Auszeichnungen, Anmerkungen) | Höchstplatzierung, Gesamtwochen, AuszeichnungChartplatzierungen (Jahr, Titel, Album, Platzierungen, Wochen, Auszeichnungen, Anmerkungen) | Höchstplatzierung, Gesamtwochen, AuszeichnungChartplatzierungen (Jahr, Titel, Album, Platzierungen, Wochen, Auszeichnungen, Anmerkungen) | Höchstplatzierung, Gesamtwochen, AuszeichnungChartplatzierungen (Jahr, Titel, Album, Platzierungen, Wochen, Auszeichnungen, Anmerkungen) | Anmerkungen                                        |
| Jahr | Titel Album                                         | DE | AT | CH | UK | US | Anmerkungen                                        |
| ---- | --------------------------------------------------- | --- | --- | --- | --- | --- | -------------------------------------------------- |
| 1990 | U Can’t Touch This Please Hammer, Don’t Hurt ’Em    | DE2 Gold · (25 Wo.)DE | AT5 (17 Wo.)AT | CH2 (17 Wo.)CH | UK3 Platin · (16 Wo.)UK | US8 ×4Vierfachplatin · (17 Wo.)US | Erstveröffentlichung: 13. Januar 1990              |
| 1990 | Have You Seen Her Please Hammer, Don’t Hurt ’Em     | DE10 (22 Wo.)DE | AT20 (9 Wo.)AT | CH12 (6 Wo.)CH | UK8 (8 Wo.)UK | US4 Gold · (20 Wo.)US | Erstveröffentlichung: 16. März 1990                |
| 1990 | Pray Please Hammer, Don’t Hurt ’Em                  | DE4 (17 Wo.)DE | AT13 (9 Wo.)AT | CH10 (13 Wo.)CH | UK8 (10 Wo.)UK | US2 Gold · (18 Wo.)US | Erstveröffentlichung: 21. September 1990           |
| 1990 | Here Comes the Hammer Please Hammer, Don’t Hurt ’Em | DE32 (9 Wo.)DE | — | — | UK15 (5 Wo.)UK | US54 ×2Doppelplatin (Videosingle) · (14 Wo.)US                                                                                           | Erstveröffentlichung: Dezember 1990                |
| 1991 | Help the Children Please Hammer, Don’t Hurt ’Em     | DE49 (3 Wo.)DE | — | — | — | — | Erstveröffentlichung: Mai 1991                     |
| 1991 | Yo!! Sweetness Please Hammer, Don’t Hurt ’Em        | — | — | — | UK16 (5 Wo.)UK | — | Erstveröffentlichung: Mai 1991                     |
| 1991 | (Hammer Hammer) They Put Me in the Mix –            | — | — | — | UK20 (4 Wo.)UK | — | Erstveröffentlichung: Juli 1991                    |
| 1991 | 2 Legit 2 Quit Too Legit to Quit                    | — | — | — | UK60 (2 Wo.)UK | US5 Platin · (19 Wo.)US | Erstveröffentlichung: 5. November 1991             |
| 1991 | Addams Groove Too Legit to Quit                     | DE21 (10 Wo.)DE | AT10 (9 Wo.)AT | CH21 (4 Wo.)CH | UK4 (9 Wo.)UK | US7 Gold · (20 Wo.)US | Erstveröffentlichung: 17. Dezember 1991            |
| 1992 | Do Not Pass Me By Too Legit to Quit                 | — | — | — | UK14 (6 Wo.)UK | US62 (8 Wo.)US | Erstveröffentlichung: März 1992                    |
| 1992 | This Is the Way We Roll Too Legit to Quit           | — | — | — | — | US86 (3 Wo.)US | Erstveröffentlichung: Mai 1992                     |
| 1994 | Pumps and a Bump The Funky Headhunter               | — | — | — | — | US26 Gold · (20 Wo.)US | Erstveröffentlichung: Februar 1994                 |
| 1994 | It’s All Good The Funky Headhunter                  | — | — | — | UK52 (2 Wo.)UK | US46 (19 Wo.)US | Erstveröffentlichung: Februar 1994                 |
| 1994 | Don’t Stop The Funky Headhunter                     | — | — | — | UK72 (2 Wo.)UK | — | Erstveröffentlichung: August 1994                  |
| 1995 | Straight to My Feet Street Fighter (O.S.T)          | — | — | — | UK57 (2 Wo.)UK | — | Erstveröffentlichung: Mai 1995 feat. Deion Sanders |

### Als Gastmusiker
| Jahr | Titel Album                                         | Höchstplatzierung, Gesamtwochen, AuszeichnungChartplatzierungen (Jahr, Titel, Album, Platzierungen, Wochen, Auszeichnungen, Anmerkungen) | Höchstplatzierung, Gesamtwochen, AuszeichnungChartplatzierungen (Jahr, Titel, Album, Platzierungen, Wochen, Auszeichnungen, Anmerkungen) | Höchstplatzierung, Gesamtwochen, AuszeichnungChartplatzierungen (Jahr, Titel, Album, Platzierungen, Wochen, Auszeichnungen, Anmerkungen) | Höchstplatzierung, Gesamtwochen, AuszeichnungChartplatzierungen (Jahr, Titel, Album, Platzierungen, Wochen, Auszeichnungen, Anmerkungen) | Höchstplatzierung, Gesamtwochen, AuszeichnungChartplatzierungen (Jahr, Titel, Album, Platzierungen, Wochen, Auszeichnungen, Anmerkungen) | Anmerkungen                                                      |
| Jahr | Titel Album                                         | DE | AT | CH | UK | US | Anmerkungen                                                      |
| ---- | --------------------------------------------------- | --- | --- | --- | --- | --- | ---------------------------------------------------------------- |
| 1990 | You’ve Got Me Dancin’ Don’t Turn This Groove Around | — | — | — | UK84 (2 Wo.)UK | — | Erstveröffentlichung: August 1990 Glen Goldsmith feat. MC Hammer |
| 2003 | U Can’t Touch This Lifestyle                        | DE22 (9 Wo.)DE | AT25 (10 Wo.)AT | — | — | — | Erstveröffentlichung: 5. Mai 2003 Beam vs. Cyrus feat. MC Hammer |

## Statistik

### Chartauswertung
|                     | DE    | AT    | CH    | UK    | US    |
| ------------------- | ----- | ----- | ----- | ----- | ----- |
| Nummer-eins-Alben   | DE—DE | AT—AT | CH—CH | UK—UK | US1US |
| Top-10-Alben        | DE—DE | AT—AT | CH—CH | UK1UK | US2US |
| Alben in den Charts | DE3DE | AT2AT | CH2CH | UK3UK | US5US |

|                       | DE    | AT    | CH    | UK     | US     |
| --------------------- | ----- | ----- | ----- | ------ | ------ |
| Nummer-eins-Singles   | DE—DE | AT—AT | CH—CH | UK—UK  | US—US  |
| Top-10-Singles        | DE3DE | AT2AT | CH2CH | UK4UK  | US5US  |
| Singles in den Charts | DE7DE | AT5AT | CH4CH | UK13UK | US10US |

### Auszeichnungen für Musikverkäufe
| Goldene Schallplatte - Australien - 1991: für die Single Pray - Brasilien - 2024: für die Single U Can’t Touch This - Dänemark - 2021: für die Single U Can’t Touch This - Europa - 1991: für das Album Please Hammer Don’t Hurt ’Em - Frankreich - 1991: für das Album Please Hammer Don’t Hurt ’Em - Italien - 1991: für das Album Please Hammer Don’t Hurt ’Em - Japan - 1991: für das Album Let’s Get It Started - Kanada - 1990: für die Single U Can’t Touch This - 1991: für das Videoalbum Hammer Time - 1991: für das Videoalbum Please Hammer Don’t Hurt ’Em - Neuseeland - 1990: für die Single U Can’t Touch This - 1991: für die Single Have You Seen Her - 1991: für die Single Pray - 1991: für die Single Too Legit to Quit - Niederlande - 1990: für die Single U Can’t Touch This - 1991: für das Album Please Hammer Don’t Hurt ’Em - Schweden - 1990: für die Single U Can’t Touch This - Spanien - 2024: für die Single U Can’t Touch This | Platin-Schallplatte - Australien - 1991: für das Album Please Hammer Don’t Hurt ’Em - Japan - 1991: für das Album Super Dance Remix - Spanien - 1991: für das Album Please Hammer Don’t Hurt ’Em 2× Platin-Schallplatte - Australien - 1990: für die Single U Can’t Touch This - Japan - 1991: für das Album Please Hammer Don’t Hurt ’Em - Kanada - 1991: für das Album Too Legit to Quit - Vereinigte Staaten - 1991: für das Videoalbum Please Hammer Don’t Hurt ’Em - 1991: für das Videoalbum Hammer Time 4× Platin-Schallplatte - Neuseeland - 1991: für das Album Please Hammer Don’t Hurt ’Em 8× Platin-Schallplatte - Kanada - 1991: für das Album Please Hammer Don’t Hurt ’Em |

Anmerkung: Auszeichnungen in Ländern aus den Charttabellen bzw. Chartboxen sind in ebendiesen zu finden.
| Land/RegionAuszeichnungen für Musikverkäufe (Land/Region, Auszeichnungen, Verkäufe, Quellen) | Silber  | Gold       | Platin       | Diamant  | Verkäufe   | Quellen                                               |
| -------------------------------------------------------------------------------------------- | ------- | ---------- | ------------ | -------- | ---------- | ----------------------------------------------------- |
| Australien (ARIA)                                                                            | —       | Gold1      | 3× Platin3   | —        | 245.000    | aria.com.au                                           |
| Brasilien (PMB)                                                                              | —       | Gold1      | —            | —        | 30.000     | pro-musicabr.org.br                                   |
| Dänemark (IFPI)                                                                              | —       | Gold1      | —            | —        | 45.000     | ifpi.dk                                               |
| Deutschland (BVMI)                                                                           | —       | 2× Gold2   | —            | —        | 500.000    | musikindustrie.de                                     |
| Europa (IFPI)                                                                                | —       | Gold1      | —            | —        | (500.000)  | Einzelnachweise                                       |
| Frankreich (SNEP)                                                                            | —       | Gold1      | —            | —        | 100.000    | infodisc.fr                                           |
| Italien (FIMI)                                                                               | —       | Gold1      | —            | —        | 100.000    | Einzelnachweise                                       |
| Japan (RIAJ)                                                                                 | —       | Gold1      | 3× Platin3   | —        | 700.000    | riaj.or.jp                                            |
| Kanada (MC)                                                                                  | —       | 3× Gold3   | 10× Platin10 | —        | 1.060.000  | musiccanada.com                                       |
| Neuseeland (RMNZ)                                                                            | —       | 4× Gold4   | 4× Platin4   | —        | 100.000    | aotearoamusiccharts.co.nz                             |
| Niederlande (NVPI)                                                                           | —       | 2× Gold2   | —            | —        | 125.000    | nvpi.nl                                               |
| Österreich (IFPI)                                                                            | —       | Gold1      | —            | —        | 25.000     | ifpi.at                                               |
| Schweden (IFPI)                                                                              | —       | Gold1      | —            | —        | 25.000     | sverigetopplistan.se                                  |
| Schweiz (IFPI)                                                                               | —       | Gold1      | —            | —        | 25.000     | hitparade.ch                                          |
| Spanien (Promusicae)                                                                         | —       | Gold1      | Platin1      | —        | 130.000    | elportaldemusica.es Sólo éxitos: año a año, 1959–2002 |
| Vereinigte Staaten (RIAA)                                                                    | —       | 4× Gold4   | 17× Platin17 | Diamant1 | 23.500.000 | riaa.com                                              |
| Vereinigtes Königreich (BPI)                                                                 | Silber1 | —          | 3× Platin3   | —        | 1.260.000  | bpi.co.uk                                             |
| Insgesamt                                                                                    | Silber1 | 26× Gold26 | 41× Platin41 | Diamant1 |            |                                                       |